# Kommunale Entlastungsstraße
Eine kommunale Entlastungsstraße, abgekürzt KES, ist ein in Niedersachsen verwendeter Begriff, um einen Straßenbau in kommunaler Trägerschaft durchzuführen. Dabei wird nach Straßenrecht eine Gemeindestraße gebaut. Die Besonderheit ist, dass dabei häufig nicht andere Gemeindestraßen, sondern Straßen in fremder Baulast wie Bundes-, Landes- oder Kreisstraßen verkehrlich entlastet werden. Verkehrsplanerisch handelt es sich um eine Umgehungsstraße, die vom Bund, Land oder Landkreis gebaut und finanziert werden müsste. Für kommunalen Straßenbau gibt es Fördermittel von Bund und Land, die jedoch auf den kommunalen Nutzen abzielen, nicht auf Verbesserungen für Durchfahrtsverkehre. Insofern haben Landesrechnungshof und Verwaltungsgerichte hier teils widerrechtliche Planungen festgestellt.
Nach einem Überblick wurden bis „2010, dem Jahr der letztmaligen Förderung von kommunalen Entlastungsstraßen, ... nach damaligem Stand für 35 neue Vorhaben und 25 Fortsetzungsmaßnahmen noch rund 144 Millionen Euro eingeplant.“ Es wird darauf verwiesen, dass die Kommunen erklären, dass es sich um verkehrswichtige Straßen in gemeindlicher Baulast und eben nicht um Umgehungsstraßen handele. Entsprechend seien keine Umstufungen („Aufstufung der neuen Straße zur Landesstraße mit gleichzeitiger Abstufung der alten Ortsdurchfahrt“) geplant.

## Beispiele
Beispiele für bestehende kommunale Entlastungsstraßen sind
- Adelebsen: Planung zur Verlegung des Kfz-Verkehrs der L 559, um den Ortskern zu umfahren, Umsetzung unklar[2]
- Bensersiel: der dem Bau zugrunde liegende Bebauungsplan ist unwirksam, die Straße, die schon in Betrieb war, muss gesperrt werden.[3]
- Bovenden: nach der Baulast verläuft die Landesstraße weiterhin auf der Ortsdurchfahrt, die Umgehungsstraße wurde kommunal finanziert.
- Sehnde: die Bundesstraße 65 verläuft weiter durch den Ort. Hier wird die Kommunale Entlastungsstraße auch als Straßenname genutzt. Diese Straße übernimmt offensichtlich die Funktion einer Umgehungsstraße.[4]

Früher geplant wurden oder aktuell geplant werden solche Straßen in
- Garbsen: Planung mit kommunaler Finanzierung bzw. Fördermitteln gescheitert.[5]
- Grasleben: Planung ist zweifach vor Gericht gescheitert.[6]

Auch in anderen Bundesländern sind ähnliche Konstruktionen genutzt worden, so in der Ostumgehung des Ortsteils Marienfeld in der Stadt Harsewinkel in Nordrhein-Westfalen.

## Kritik
Insbesondere von Seiten des Landesrechnungshofs Niedersachsen wird deutliche und detaillierte Kritik an dieser Praxis geübt. Demzufolge werden kommunale Mittel, aber meist auch Fördermittel aus Landes- oder Bundesmitteln zweckentfremdet, um Straßen zu bauen, die vorwiegend dem überörtlichen Verkehr dienen. Fördermittel werden aber aus Finanztöpfen entnommen, die diesen Zweck nicht rechtfertigen. Bei rechtlich korrektem Vorgehen müsste demnach die Baulast nach Straßenrecht anders gewidmet sein. Entsprechend der Straße, die entlastet wird, müsste die Entlastungsstraße als Bundes-, Landes- oder Kreisstraße eingestuft werden, und ausdrücklich nicht als Gemeindestraße. Weiterhin dürften keine entsprechenden Fördermittel in Anspruch genommen werden. Neben dem so argumentierenden Landesrechnungshof in Niedersachsen wurde dies inzwischen auch in Urteilen von Verwaltungs- und Oberverwaltungsgericht festgestellt. Auch in der nachfolgenden Berufung wurde die Planung  bezüglich der Zuständigkeit der Samtgemeinde eindeutig abgelehnt. Das Oberverwaltungsgericht stellte fest: „Die Gemeinde Grasleben ist für die geplante Entlastungsstraße als Vorhabensträger unzuständig“.